# Jimmy Sharman

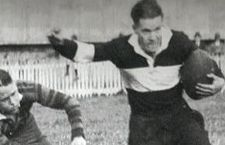
Jimmy Sharman

Jimmy Sharman, född 20 juni 1887, död 18 november 1965, turnerade under 1950-talet runt på landsbygden i Australien med ett boxningstält och ett antal boxare, företrädesvis aboriginer, som lokalbefolkningen fick betala för att boxas mot -- och, underförstått, vinna över. Midnight Oils sång Jimmy Sharman's Boxers från albumet Red Sails in the Sunset handlar om detta.
Far till Jim Sharman, regissör av The Rocky Horror Picture Show.